# Tân Thái, Trú Mã Điếm
Tân Thái (新蔡县) Hán Việt: Tân Thái huyện) là một huyện của địa cấp thị Trú Mã Điếm, tỉnh Hà Nam, Cộng hòa Nhân dân Trung Hoa. Huyện này có diện tích 1442 km2, dân số năm 2002 là 1,01 triệu người, huyện lỵ tại trấn Cổ Lư. Huyện này được chia ra thành các đơn vị hành chính gồm 9 trấn, 13 hương. 
- Trấn: Cổ Lư, Đường Thôn, Luyện Thôn, trấn dân tộc Hồi Lý Kiều, Phật Các Tự, Long Khẩu, Chuyên Điếm, Hàn Tập và Trần Điếm.
- Hương: Dương Trang Hộ, Dư Điếm, Di Đà Tự, Hoàng Lâu, Hà 坞, Lịch Thành, Giả Đầu, Tống Cương, Đốn Cương, Quan Tân, Tôn Triệu, Hoá Trang và Thập Lý Phô.

==Tham khảo==